# Skyhooks
Skyhooks var en australiensisk rockgrupp från Melbourne. Gruppens bildades 1973 och den kändaste upplagan bestod av Graeme Strachan (sång), Red Symons (gitarr, sång keyboard), Bob Starkie (gitarr), Greg Macainsh (bas), Imants "Freddie" Strauks (trummor). Deras musik brukar klassas som glamrock. Gruppens två första studioalbum Living in the 70's och Ego Is Not a Dirty Word nådde båda förstaplats på Australiens albumlista Kent Music Report. Deras största singelhits inkluderade "Horror Movie", "All My Friends Are Getting Married", "Million Dollar Riff" och "Women in Uniform". Gruppen upplöstes 1980 efter att albumet Hot for the Orient blivit ett kommersiellt fiasko.
De gjorde kortvarig comeback 1990 med låten "Jukebox in Siberia" som nådde förstaplatsen på Australiens singellista. Sångaren Strachan avled i en helikopterkrasch 2001.